# Rondon

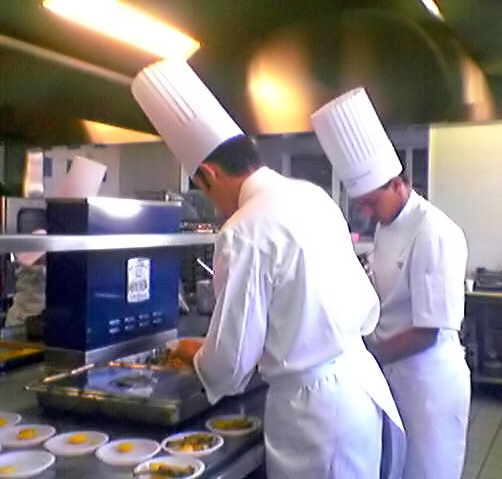
Studenti z gastronomické školy v Paříži

(Kuchařský) rondon je kuchařská vesta, součást pracovního oděvu profesionálních kuchařů. Stejným slovem se označuje i součást oděvu číšníka. Je to pokrývka horní poloviny těla, která se obléká přes tričko a má za úkol chránit pokožku před různými nebezpečnými látkami, se kterými se může pracovník při vykonávání běžných úkonů setkat. Například při smažení hrozí nebezpečí popálení, protože olej rozpálený až na 190 °C může způsobit na nechráněné pokožce vážné popáleniny. 
Pojem rondon ve smyslu označení části pracovního oděvu kuchaře se vyskytuje zejména v českých zdrojích. V cizojazyčném kontextu může být výhodnější použít slov chef - jacket.

## Popis rondonu

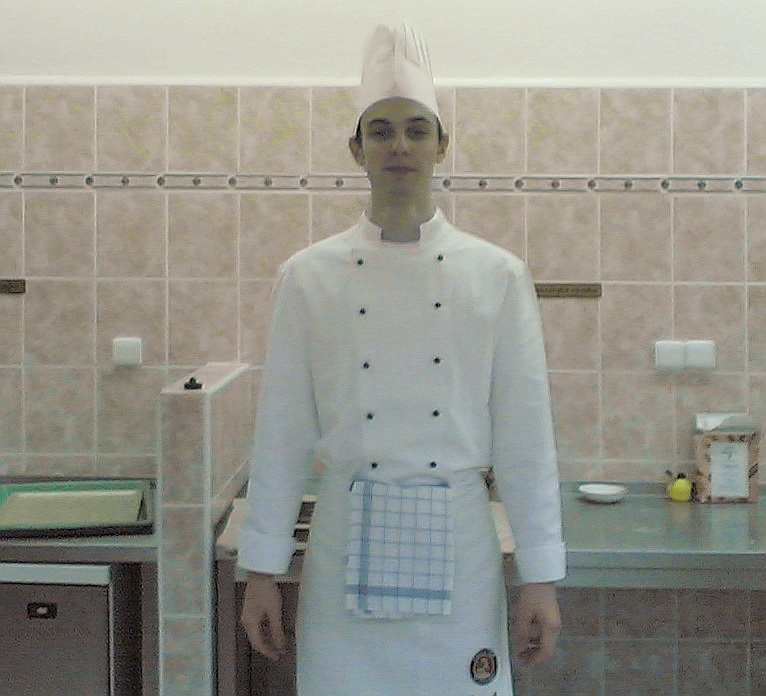
Student Hotelové školy v standardním kuchařském oblečení

Barva rondonu není jednotná, i když v drtivé většině se používá rondon bílý. Již dnes se ale každá restaurace snaží vytvořit oblečení personálu laděné s okolím, tedy provozovnou. Rondony proto mívají nejen znaky organizace, vedle četných knoflíků, ale i samotné rámování. Rondony používané při speciálních gastronomických akcích a soutěžích jsou reprezentativní, a tedy i ozdobené vyznamenáními a rozličnými výšivkami se znaky soutěžních týmů, národních asociací, škol, známých hotelů či restaurací apod.
Rozlišuje se více druhů rondonů, z čehož nejznámější je dvouřadový a jednořadový (počet řad knoflíků, složitost zapínání). 
Rondon dvouřadový se skládá, jak již samotný název napovídá, ze dvou řad, přičemž se vpředu překrývají dvě vrstvy látky tak, že jsou navzájem upevněny knoflíky tvaru houby (funguje na podobném principu jako manžetový knoflíček), kdy ona čepička je na těle kuchaře a nožička ve tvaru kuličky nahoře rondonu. Dvouřadový rondon má tedy knoflíky ve dvou řadách od sebe, ve stejné výšce. Jednořadový má v podstatě stejné zapínání, ovšem pouze s jednou řadou.

## Doplňky

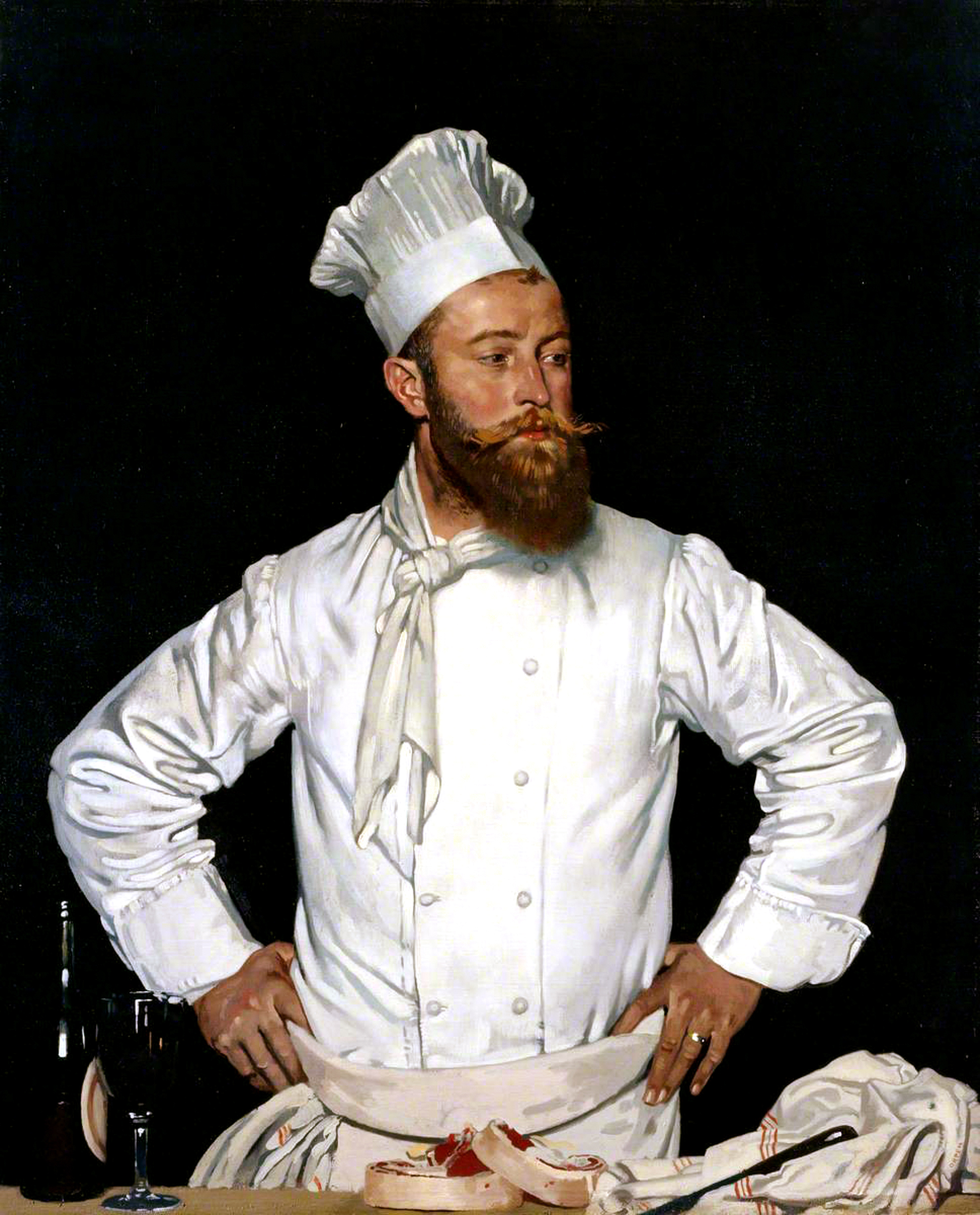
Obraz Williama Orpena, Šéfkuchař hotelu Chatham v Paříži, 1921

Kuchařský pracovní oděv se dále skládá z kuchařských kalhot („pepito“ nebo bílé), bot (bílé, podobné pantoflím, ale s protiskluzovou podrážkou a otvory na větrání), zástěry (bílá, ale běžné jsou i různé další barvy), čepice (papírová nebo textilní) nebo síťka (hlavní funkcí je zabránění tomu, aby se do zpracovávaných potravin dostaly vlasy) a popř. šátek (většinou barevný, používá se nejčastěji na ozdobu). Převažující barvou je v drtivé většině případů bílá.